# Moviment Comunista de Catalunya
El Moviment Comunista de Catalunya (Movimiento Comunista de Cataluña) (MCC) fue la sección catalana del Movimiento Comunista. Estaba dirigido por Empar Pineda e Ignacio Álvarez Dorronsoro. Desde 1974 participó en la Asamblea de Cataluña, pero tenía muy poco peso específico dentro Comisiones Obreras.
Se presentó a las elecciones al Parlamento de Cataluña de 1980 dentro de la coalición Unitat pel Socialisme, donde solo obtuvieron el 1,2 % de los votos. Desde entonces rechazó participar en elecciones. Hacia el 1990 se unió a la Liga Comunista Revolucionaria y en 1991 el MCC se fusionó con el MCPV de la Comunidad Valenciana y el MCIB de las Islas Baleares para crear Revolta, organización que adoptó el independentismo y desde el que participaron en todas las iniciativas independentistas desde un punto de vista comunista.

## Ideología
Originalmente el MCC era un partido maoísta inspirado en la Revolución Cultural china, pero desde 1981-82 la organización abandonó esta ideología para pasar al marxismo revolucionario y posteriormente a un marxismo más heterodoxo. El partido también dio su apoyo a los movimientos sociales feministas, catalanistas, LGBT e insumisos así como el derecho a la autodeterminación de Cataluña.